# ليوبولدو منديز
ليوبولدو منديز (بالإسبانية: Leopoldo Méndez)‏ هو رسام مكسيكي، ولد في 30 يونيو 1902 في مدينة مكسيكو في المكسيك، وتوفي بنفس المكان في 8 فبراير 1969 بسبب التهاب كبدي.